# Henrique Brandon, 2.º Duque de Suffolk
Henrique Brandon, 2° duque de Suffolk (18 de setembro de 1535 - Buckden, 14 de julho de 1551) era o filho Carlos Brandon, 1.º Duque de Suffolk e da sua quarta esposa Catarina Willoughby.
Ele tinha duas meia-irmãs mais velhas, filhas do terceiro casamento com a princesa Maria Tudor, que eram Francisca Brandon, Duquesa de Suffolk e Leonor Clifford, Condessa de Cumberland.
Brandon morreu de sudor anglicus junto com seu irmão mais novo, Carlos Brandon, 3.° Duque de Suffolk.